# Kaylan Marckese
Kaylan Jenna Marckese (født 22. april 1998) er en kvindelig amerikansk fodboldspiller, der står på mål for HB Køge i Gjensidige Kvindeligaen.

## Karriere

### Klubhold
Hendes ungdomskarriere startede på University of Florida (UF), hvor hun havde stor succes og var førsteholdets førstekeeper. I 2019, blev hun tilbudt en plads ved den amerikanske storklub Sky Blue FC (NJ/NY Gotham FC) i National Women's Soccer League (NWSL), hvor hun skulle danne målvogterpar med canadiske Kailen Sheridan. Året efter, optrådte hun for islandske UMF Selfoss i kvindernes Úrvalsdeild. I februar 2021, til den danske ligaklub og nyoprykkede HB Køge.
Med klubben vandt hun også det danske mesterskab i 2021, for første gang i klubbens historie. Samtidig kvalificerede holdet sig også til klubbens førte UEFA Women's Champions League, den kommende sæson.
Hun modtog en bachelorgrad i Sports Management i december 2018, på University of Florida.

## Meritter
- Elitedivisionen
  - Guld: 2020[4]